# Dina Herrera Soto
Ma. Dina Herrera Soto (n. 15 de noviembre de 1959) es una política mexicana, que hasta 2012 fue miembro del Partido de la Revolución Democrática, es diputada federal para el periodo 2009 - 2012. Actualmente es candidata, del Partido Revolucionario Institucional para la Presidencia Municipal de Jungapeo de Juarez, Michoacán2021.
Dina Herrera Soto es licenciada en Educación, toda su carrera política se ha desarrollado dentro de la estructura del PRD, donde ha sido delegada nacional, consejara estatal y nacional, participante en los congresos nacionales y coordinadora distrital de la campaña presidencial de 2006. En 2009 fue elegida diputada federal en representación del III Distrito Electoral Federal de Michoacán a la LXI Legislatura cuyo periodo culmina en 2012, en la legislatura se desempeñó como secretaria de las comisiones de Medio Ambiente y Recursos Naturales y de la Energías Renovables, además de integrante de las de Relaciones Exteriores y de la Cuenca del Sistema Cutzamala, fue anteriormente también integrante de la comisión de Puntos Constitucionales.
El 28 de septiembre de 2011 cobró notoriedad cuando como integrante de la comisión de Puntos Constitucionales que analizaba y votaba un dictamen sobre la reforma política que en su caso permitiría la reelección inmediata de los diputados federales, en la primera ronda votó a favor de la reelección empatando la votación y en la segunda ronda se abstuvo, triunfando el rechazo a la reelección; siendo acusada por los miembros del PRD y del PAN de haber tomado esa decisión por presión de diputados del PRI, en particular de José Ramón Martel; en consecuencia fue destituida como miembro de dicha comisión por el coordinador perreditas Armando Ríos Piter. Ella negó haber cometido una traición a su partido e inicialmente declaró haber cambiado su voto producto de una confusión y de haber sido hostigada por tuiteros, pero posteriormente declaró no arrepentirse de su voto y desmintió rumores sobre su renuncia al PRD e incorporación al PRI.
El 30 de mayo de 2012 anunció su renuncia a la militancia en el PRD y su apoyo al candidato del PRI a la presidencia Enrique Peña Nieto.